# ВК Олимпијакос
ВК Олимпијакос (грч. Ολυμπιακός) је грчки ватерполо клуб из Пиреја, Атика, део спортског друштва Олимпијакос. Тренутно се такмичи у Првој лиги Грчке.
Клуб је основан 1925. и био је један од оснивача Пливачког савеза Грчке. Боје клуба су црвена и бела.
Са 39 титуле у националном првенству и 26 трофеја Купа Грчке најнаграђиванији је грчки ватерполо клуб, испред свог највећег ривала из Пиреја, Етникоса (који има 38 титула и 12 купова). Олимпијакос је ипак најуспешнији грчки клуб у европским такмичењима, јер је 2002. освојио Лигу шампиона, победивши у финалу са 9:7 мађарски Хонвед, након што је у финалу претходне године поражен. Затим је исте године освојио и Суперкуп Европе (6:5 против Вашаша), а поред тога је 1998. и 1999. играо финале Купа победника купова. Такође, у 2016. је играо у финалу Лиге шампиона, а 2018. освојио га је други пут победивши Про Реко у финалу са 9-7.
Једини је грчки ватерполо клуб који је у једној сезони освојио национално првенство, национални куп, Лигу шампиона и Суперкуп Европе, а то је Олимпијакос остварио у сезони 2001/02. Од 1988. постоји и женски ватерполо клуб Олимпијакос.

## Успеси

### Национални
- Прва лига Грчке:

Првак (39) : 1927, 1933, 1934, 1936, 1947, 1949, 1951, 1952, 1969, 1971, 1992, 1993, 1995, 1996, 1999, 2000, 2001, 2002, 2003, 2004, 2005, 2007, 2008, 2009, 2010, 2011, 2013, 2014, 2015, 2016, 2017, 2018, 2019, 2020, 2021, 2022, 2023, 2024, 2025
- Куп Грчке:

Освајач (26) : 1992, 1993, 1997, 1998, 2001, 2002, 2003, 2004, 2006, 2007, 2008, 2009, 2010, 2011, 2013, 2014, 2015, 2016, 2018, 2019, 2020, 2021, 2022, 2023, 2024, 2025
Финалиста (7) : 1953, 1954, 1956, 1957, 1999, 2000, 2017.
- Суперкуп Грчке:

Освајач (5) : 1997, 1998, 2018, 2019, 2020
Финалиста (1) : 1996.

### Међународни
- Лига шампиона (Куп шампиона):

Освајач (2) : 2002, 2018.
Финалиста (3) : 2001, 2016, 2019.
- Суперкуп Европе:

Освајач (1) : 2002.
Финалиста (1) : 2019.
- Куп победника купова:

Финалиста (2) : 1998, 1999.